# Tino Carraro
Agostino Carraro, conocido como Tino Carraro, (Milán, 1 de diciembre de 1910-Milán, 12 de enero de 1995) fue un actor italiano.

## Biografía
Agostino Carraro nació en Milán, Italia, siendo su padre Ernesto Carraro, un tipógrafo, y su madre Giulia Massimo.
Sus años de infancia fueron marcados por la Primera Guerra Mundial, en la cual tomó parte su padre. Tras su formación primaria y secundaria, cursó estudios técnicos durante tres años. Su primer trabajo lo llevó a cabo en el Banco di Roma, pero debió interrumpirlo para cumplir con el servicio militar, que se extendió dieciocho meses en una unidad de infantería en Bérgamo.
De nuevo en la vida civil, fue contratado por el conde de Vigoleno, importador de automóviles franceses, pero debido a la política económica de la Italia fascista, el concesionario hubo de cerrar. Ante la falta de un trabajo seguro, y con curiosidad hacia un mundo que su padre conocía superficialmente, en 1938 se inscribió en la Accademia dei Filodrammatici de Milán, escuela que pagó trabajando como vendedor de piezas de recambio de automóviles que no podían comercializarse en Italia a causa de la autarquía.
En la Accademia dei Filodrammatici conoció a Mary Mayer, natural de Istria, con la cual se casó en 1940, y con la que tuvo dos hijas, Anna y Roberta.
Tras dos años de clases vespertinas, fue contratado por la compañía teatral de la Accademia de Roma, pasando antes una prueba con Silvio D'Amico, director de la compañía. Debutó con Mucho ruido y pocas nueces, de William Shakespeare actuando, entre otros, con Ave Ninchi y Orazio Costa.
Más adelante, en 1952, fue primer actor del Piccolo Teatro di Milano, en el cual tuvo una fuerte relación con el director Giorgio Strehler.
Carraro fue el único actor italiano en conseguir en tres ocasiones el Premio San Genesio al mejor intérprete masculino de la temporada teatral: en 1956 por La ópera de los tres centavos, en 1962 por Enrique IV, y en 1965 por El placer de la honradez.
Además de su actividad teatral, trabajó también en adaptaciones a la pequeña pantalla de diferentes obras literarias, con interpretaciones destacadas como la de Raguseo en Il mulino del Po, la de Javert en I miserabili, o la de don Abbondio en I promessi sposi. Igualmente, actuó en varias producciones cinematográficas y fue actor de voz.
Falleció en 1995 en Milán, Italia, y fue enterrado en el Cementerio de Lambrate, en Milán.

## Teatro (selección)
- Mucho ruido y pocas nueces, de William Shakespeare, dirección de Silvio D'Amico (1940)
- Ana Karenina, de León Tolstói (1941)
- Romeo y Julieta, de William Shakespeare, dirección de Giorgio Strehler (1948)
- Le colonne della società, de Henrik Ibsen, dirección de Orazio Costa (1951)
- Así es (si así os parece), de Luigi Pirandello, dirección de Orazio Costa (1952)
- Elisabetta d'Inghilterra, de Ferdinand Bruckner, dirección de Giorgio Strehler (1952)
- L'ingranaggio, de Jean-Paul Sartre, dirección de Giorgio Strehler (1953)
- Sacrilegio massimo, de Stefano Pirandello, dirección de Giorgio Strehler (1953)
- Lulù, de Carlo Bertolazzi, dirección de Giorgio Strehler (1953)
- Un caso clinico, de Dino Buzzati, dirección de Giorgio Strehler (1953)
- Le veglie inutili, de Giancarlo Sbragia, dirección de Franco Enríquez (1953)
- La vedova scaltra, de Carlo Goldoni, dirección de Giorgio Strehler (1953)
- Julio César, de William Shakespeare, dirección de Giorgio Strehler (1953)
- La sei giorni, de Ezio D'Errico, dirección de Giorgio Strehler (1953)
- L'imbecille - La patente - La giara, de Luigi Pirandello, dirección de Giorgio Strehler (1954)
- La folle di Chaillot, de Jean Giraudoux, dirección de Giorgio Strehler (1954)
- La mascherata, de Alberto Moravia, dirección de Giorgio Strehler (1954)
- La moglie ideale, de Marco Praga, dirección de Giorgio Strehler (1954)
- Il servitore di due padroni, de Carlo Goldoni, dirección de Giorgio Strehler (1954-1957)
- Nostra dea, de Massimo Bontempelli (1954)
- Electra, de Sófocles (1954)
- La trilogia della villeggiatura, de Carlo Goldoni, dirección de Giorgio Strehler (1954)
- El jardín de los cerezos, de Antón Chéjov, dirección de Giorgio Strehler (1955)
- Proceso de Jesús, de Diego Fabbri, dirección de Orazio Costa (1955)
- Tre quarti di luna, de Luigi Squarzina, dirección de Giorgio Strehler (1955)
- El nost Milan, de Carlo Bertolazzi, dirección de Giorgio Strehler (1955, 1961, 1979)
- La ópera de los tres centavos, de Bertolt Brecht, dirección de Giorgio Strehler (1955-59)
- Questa sera si recita a soggetto, de Luigi Pirandello, dirección de Giorgio Strehler (1956)
- I giacobini, de Federico Zardi, dirección de Giorgio Strehler (1956)
- I vincitori, de Pompeo Bettini y Ettore Albini, dirección de Virginio Puecher (1957)
- La favola del figlio cambiato, de Luigi Pirandello, dirección de Orazio Costa (1957)
- Coriolano, de William Shakespeare, dirección de Giorgio Strehler (1957)
- Goldoni e le sue sedici commedie nuove, de Paolo Ferrari, dirección de Giorgio Strehler (1957)
- Una montagna di carta, de Guido Rocca, dirección de Virginio Puecher (1958)
- Platonov e altri, de Antón Chéjov, dirección de Giorgio Strehler (1958)
- La visita de la anciana dama, de Friedrich Dürrenmatt, dirección de Giorgio Strehler (1958)
- La congiura, de Giorgio Prosperi, dirección de Luigi Squarzina (1959)
- L'egoista, de Carlo Bertolazzi, dirección de Giorgio Strehler (1960)
- Tornate a Cristo, con paura, escrita y dirigida por Mario Missiroli (1960)
- Enrique IV, de Luigi Pirandello, dirección de Orazio Costa (1961)
- Lulù, de Frank Wedekind, dirección de Patrice Chéreau (1971)
- El rey Lear, de William Shakespeare, dirección de Giorgio Strehler (1972, 1973, 1974, 1977)
- Io, Bertolt Brecht n. 2, dirección de Giorgio Strehler (1974-1976)
- Le balcon, de Jean Genet, dirección de Giorgio Strehler (1975-1977)
- La tempestad, de William Shakespeare, dirección de Giorgio Strehler (1977-1979)
- Temporale, de August Strindberg, dirección de Giogio Strehler (1979-1982)
- Gli ultimi, de Máximo Gorki, dirección de Carlo Battistoni (1983)
- Conversazione con la morte, de Giovanni Testori, dirección de Lamberto Puggelli (1989)
- Fausto, de Johann Wolfgang Goethe, dirección de Giorgio Strehler (1991)
- La sposa Francesca, de Francesco De Lemene, dirección de Lamberto Puggelli (1991)
- Los gigantes de la montaña, de Luigi Pirandello, dirección de Giorgio Strehler (1994)

## Televisión
- Anche a Chicago nascon le violette, de Guglielmo Morandi (1956)
- La locandiera, de Claudio Fino (1960)
- Il mulino del Po, de Sandro Bolchi (1963)
- Gli spettri, de Vittorio Cottafavi (1963)
- I miserabili, de Sandro Bolchi (1964)
- I grandi camaleonti, de Edmo Fenoglio (1964)
- Quinta colonna, de Vittorio Cottafavi (1966)
- I promessi sposi, de Sandro Bolchi (1967)
- Le mie prigioni, de Sandro Bolchi (1968)
- La donna di quadri, de Leonardo Cortese (1968)
- La fine dell'avventura, de Gianfranco Bettetini (1969)
- I corvi, de Sandro Bolchi (1969)
- Tre quarti di luna, de Sandro Bolchi (1971)
- Oltre il duemila, de Piero Nelli (1971)
- A come Andromeda, de Vittorio Cottafavi (1972)
- Con rabbia e con dolore, de Giuseppe Fina (1972)
- Puccini, de Sandro Bolchi (1973)
- La ligne d'ombre, de Georges Franju (1973)
- Adelchi, de Orazio Costa (1974)
- Le cinque stagioni, de Gianni Amico (1976)
- Re Lear, de Carlo Battistoni (1979)
- Il '90, de Sandro Bolchi (1979)
- Arabella, de Salvatore Nocita (1980)
- Tre anni, de Salvatore Nocita (1983)
- Piccolo mondo antico, de Salvatore Nocita (1983)
- All'ombra della grande quercia, de Alfredo Giannetti (1984)
- Melodramma, de Sandro Bolchi (1984)

## Teatro radiofónico
- La cena delle beffe, de Sem Benelli, dirección de Anton Giulio Majano (1955)
- La torre sul pollaio, de Vittorio Calvino, dirección de Umberto Benedetto (1956)
- Pedro y el lobo, de Serguéi Prokófiev, dirección de Herbert von Karajan (1964)

## Teatro televisivo
- Tristi amori, de Giuseppe Giacosa, dirección de Claudio Fino (1954)
- La trilogia della villeggiatura, de Carlo Goldoni, dirección de Giorgio Strehler (1954)
- Il primo giorno di primavera, dirección de Claudio Fino (1955)
- I dialoghi delle Carmelitane, de Georges Bernanos, dirección de Tatiana Pávlova (1956)

## Filmografía
- Menzogna, dé Ubaldo Maria Del Colle (1952)
- I sette dell'Orsa Maggiore, de Duilio Coletti (1953)
- I quattro del getto tonante, de Fernando Cerchio (1955)
- A qualcuna piace calvo, de Mario Amendola (1960)
- Costantino il Grande, de Lionello De Felice (1960)
- Giorno per giorno disperatamente, de Alfredo Giannetti (1961)
- Venere imperiale, de Jean Delannoy (1963)
- Il terrorista, de Gianfranco De Bosio (1963)
- Il gioco delle spie, de Paolo Bianchini (1966)
- A qualsiasi prezzo, de Emilio P. Miraglia (1968)
- Orgasmo, de Umberto Lenzi (1969)
- La monaca di Monza, de Eriprando Visconti (1969)
- La Faute de l'abbé Mouret, de Georges Franju (1970)
- Le belve, de Giovanni Grimaldi (1971)
- El gato de las 9 colas, de Dario Argento (1971)
- Storia di una monaca di clausura, de Domenico Paolella (1973)
- Peccato veniale, de Salvatore Samperi (1974)
- Due prostitute a Pigalle, de László Szabó (1975)
- Vergine, e di nome Maria, de Sergio Nasca (1975)
- Per amore, de Mino Giarda (1976)
- La lupa mannara, de Rino Di Silvestro (1976)
- Cadaveri eccellenti, de Francesco Rosi (1976)
- Semmelweis, de Gianfranco Bettetini (1981)
- Notte italiana, de Carlo Mazzacurati (1987)

## Discografía (selección)

### Álbumes
- Dante - Inferno (Sansoni Accademia Editori, SLI 03, LP) con Tino Buazzelli, Giorgio Albertazzi, Ottavio Fanfani y Davide Montemurri
- Dante - La divina commedia - Paradiso (Nuova Accademia Del Disco, BLI 2005, LP) con Ernesto Calindri, Giorgio Albertazzi, Anna Proclemer y Ottavio Fanfani